# Assassínio

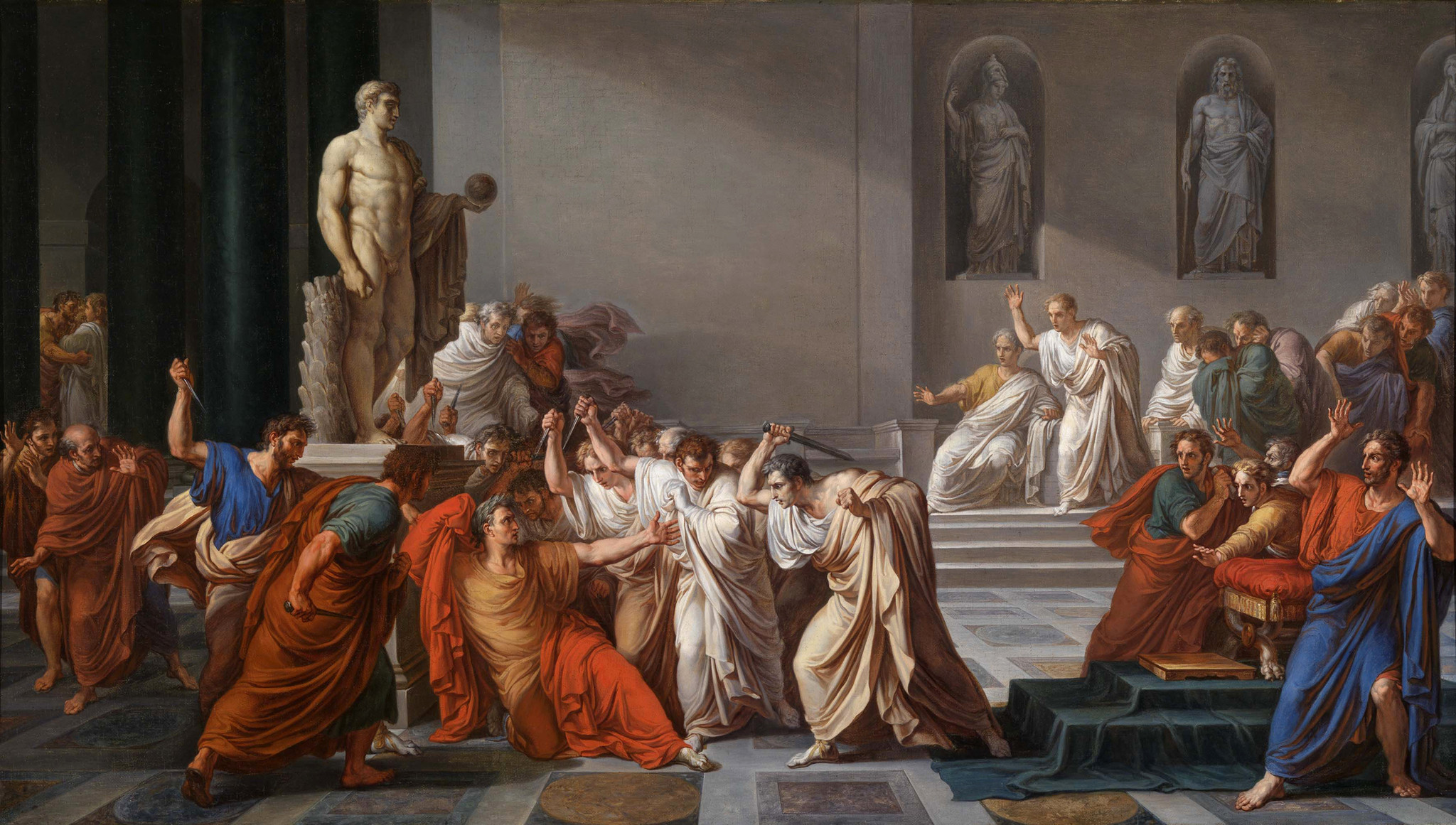
Assassinato de Júlio César, de Vincenzo Camuccini

Assassínio ou assassinato é o homicídio voluntário, especialmente o cometido com premeditação, ou seja, é o ato de matar alguém de forma dolosa ou premeditada.
A depender da jurisdição, distingue-se do homicídio culposo, que é aquele em que, embora haja culpa, não há dolo, isto é, não há intenção de matar, sendo o resultado de uma ação ou omissão desatenta do agente, a saber: imprudência, negligência ou imperícia.
A maioria das sociedades considera o assassinato um crime extremamente grave e, portanto, a pessoa condenada por assassinato recebe pena severa, para fins de retribuição, dissuasão, reabilitação ou incapacitação. Na maioria dos países, uma pessoa condenada por assassinato geralmente enfrenta uma sentença de prisão de longo prazo, de décadas a prisão perpétua ou, em alguns casos, a pena de morte.
Os assassinatos rituais  existem  ainda  hoje e são cometidos individual ou coletivamente contra grupos minoritários vulneráveis. Os albinos da África, por exemplo constituem  um grupo particularmente impactado e vulnerável. A perseguição aos albinos é baseada na crença de que poções feitas de partes dos corpos dos albinos podem transmitir poderes mágicos, trazer prosperidade etc.. Tal superstição é especialmente presente na região dos Grandes Lagos Africanos.